# Quake II engine
id Tech 2, popularmente conhecido como Quake II engine, atualização de Quake engine, é um motor de jogo desenvolvido pela id Software para o uso em seus jogos, sendo o mais notável o Quake II. Desde seu lançamento, o Quake II engine foi licenciado para o uso em diversos outros jogos.
John Carmack lançou o código fonte em 22 de dezembro de 2001 dentro dos termos da GNU General Public License.

## Jogos que usam o id Tech 2 (Quake IIengine)

### Jogos usando uma licença proprietária
- Quake II (1997) - id Software
- Heretic II (1998) - Raven Software
- SiN (1998) - Ritual Entertainment
  - SiN: Wages of Sin (1999) - Ritual Entertainment
- Kingpin: Life of Crime (1999) - Xatrix Entertainment
- Soldier of Fortune (2000) - Raven Software
- Daikatana (2000) - Ion Storm
- Blade (2000) - Hammerhead
- Anachronox (2001) - Ion Storm
- CIA Operative: Solo Missions (2001) - Trainwreck Studios

### Jogos baseados no lançamento da fonte GPL
- UFO: Alien Invasion (2003) - UFO: Alien Invasion Team
- CodeRED: Alien Arena (2004) - COR Entertainment
- Gravity Bone (2008) - Blendo Games
- Warsow (2012) - Warsow Team
- Thirty Flights of Loving (2012) - Blendo Games
- Paintball 2 (2013) - Digital Paint